# Imbecill
Imbecill är ett ålderdomligt uttryck som härstammar från latinets imbecillis vilket betyder "svag", "kraftlös"; ordet kan liknas vid begreppet "vet inte vad det handlar om". Det används ibland för att beskriva personer med lågt IQ (25–50) och var tidigare WHO:s officiella beteckning för måttlig psykisk utvecklingsstörning.
Det kan även användas som svordom liknande idiot.